# Lettere agli Eretici
Lettere agli Eretici. Epistolario con i dirigenti della nuova sinistra italiana è un falso editoriale pubblicato nel 1977 ad opera del torinese Pierfranco Ghisleni. L'autore, che si firmò Enrico Berlinguer, stampò e diffuse un libro che aveva l'aspetto di un titolo (il n. 99) appartenente alla collana Nuovo Politecnico della casa editrice fondata da Giulio Einaudi.
La realizzazione del falso editoriale incarnava lo spirito situazionista e irriverente del movimento del Settantasette e sbeffeggia il Partito Comunista Italiano e le velleità rivoluzionarie dei leader anti-parlamentari ed extra-parlamentari.

## Contenuti
Il libro si presenta come una raccolta di lettere (ovviamente apocrife) indirizzate da Berlinguer a dirigenti, personalità, e gruppi organizzati, della nuova sinistra italiana: Marco Pannella, Goffredo Fofi, Adele Faccio, Angelo Pezzana, Andrea Valcarenghi, Toni Negri, X e "indiani metropolitani". Le missive propongono agli interlocutori una riflessione pubblica sulle modalità possibili di gestione del potere nella realtà italiana del presente.
Le lettere sono precedute da una Presentazione di un altrettanto falso Giulio Einaudi.
Il volumetto aveva dimensioni 18,5×12 cm: era più largo, quindi, del formato usuale della casa editrice torinese, dal quale differiva anche nel layout.

## Reazioni
L'Einaudi sporse denuncia, mentre Giulio Bollati pubblicò su Tuttolibri una lettera che uscì sotto il titolo di Identikit di un falsario, nella quale provava a tracciare un identikit culturale e ideologico dell'autore dell'operazione, che accusava di essere un reazionario. Ghisleni diede allora alle stampe Il Caso Berlinguer e la Casa Einaudi, un pamphlet in cui rivendicava l'intento sovversivo dell'operazione culturale.

## Sommario
- Presentazione (Giulio Einaudi)
- Prefazione
- Lettera I: Una riforma dello spettacolo sociale (a Marco Pannella)
- Lettera II: Se le passioni siano compatibili (a Goffredo Fofi)
- Lettera III: L'autore spiega (ad Adele Faccio)
- Lettera IV: Lo scrivente divaga circa la beltà (ad Angelo Pezzana)
- Lettera V: Il diritto va inculcato nel popolo (ad X)
- Lettera VI: Il drogato alla berlina (ad Andrea Valcarenghi)
- Lettera VII: Una missione di fiducia (ad Antonio Negri)
- Lettera VIII: Dove si auspica la degradazione (agli "indiani metropolitani")